# پوشکینو (سرزمین آلتای)
پوشکینو (به لاتین: Pushkino) یک منطقهٔ مسکونی در روسیه است که در سرزمین آلتای واقع شده‌است.